# Онслоу (Айова)
Онслоу (англ. Onslow) — місто (англ. city) в США, в окрузі Джонс штату Айова. Населення — 201 особа (2020).

## Географія
Онслоу розташований за координатами 42°6′26″ пн. ш. 91°0′55″ зх. д. / 42.10722° пн. ш. 91.01528° зх. д. (42.107306, -91.015255).  За даними Бюро перепису населення США в 2010 році місто мало площу 0,58 км², уся площа — суходіл.

## Демографія
Згідно з переписом 2010 року, у місті мешкало 197 осіб у 94 домогосподарствах у складі 52 родин. Густота населення становила 339 осіб/км².  Було 109 помешкань (187/км²).
Расовий склад населення:
| - 95,9 % — білих - 2,5 % — чорних або афроамериканців - 0,5 % — азіатів |

До двох чи більше рас належало 1,0 %. Частка іспаномовних становила 1,0 % від усіх жителів.
За віковим діапазоном населення розподілялося таким чином: 24,4 % — особи молодші 18 років, 57,3 % — особи у віці 18—64 років, 18,3 % — особи у віці 65 років та старші. Медіана віку мешканця становила 42,9 року. На 100 осіб жіночої статі у місті припадало 87,6 чоловіків;  на 100 жінок у віці від 18 років та старших — 96,1 чоловіків також старших 18 років.
Середній дохід на одне домашнє господарство  становив 49 236 доларів США (медіана — 40 938), а середній дохід на одну сім'ю — 58 009 доларів (медіана — 58 750). За межею бідності перебувало 20,5 % осіб, у тому числі 22,9 % дітей у віці до 18 років та 6,1 % осіб у віці 65 років та старших.
Цивільне працевлаштоване населення становило 94 особи. Основні галузі зайнятості: освіта, охорона здоров'я та соціальна допомога — 22,3 %, роздрібна торгівля — 17,0 %, будівництво — 17,0 %.